# Zorleni
Zorleni é uma comuna romena localizada no distrito de Vaslui, na região de Moldávia. A comuna possui uma área de 133.44 km² e sua população era de 9699 habitantes segundo o censo de 2007.